# Hein-Heckroth-Bühnenbildpreis
Der Hein-Heckroth-Bühnenbildpreis ist ein Kulturpreis, der an den Maler und Bühnenbildner Hein Heckroth erinnert und der die Kunstgattung Bühnenbild in den Mittelpunkt rückt. Ausgezeichnet werden Bühnenbildner, die in ihren Arbeiten die Auseinandersetzungen mit der bildenden Kunst kreativ einfließen lassen.
Die Auszeichnung wird alle zwei Jahre im Rahmen eines Festaktes im Stadttheater Gießen von der Hein-Heckroth-Gesellschaft zusammen mit dem Land Hessen und der Stadt Gießen verliehen. Der Hauptpreis war mit 5.000 Euro und ist seit dem Jahr 2019 mit 10.000 Euro dotiert. Die Besonderheit dieses Preises besteht darin, dass der jeweils letzte Preisträger den nächsten vorschlägt.  Das Preisgeld für den Förderpreis in Höhe von 5.000 Euro (bis zum Jahr 2017 waren es 2.500 Euro) stiftet die Stadt Gießen.

## Preisträger (Hauptpreis)
- 2003: Erich Wonder
- 2005: Karl-Ernst Herrmann
- 2007: Achim Freyer
- 2009: Robert Wilson
- 2011: Christoph Schlingensief (posthum)
- 2013: Anna Viebrock
- 2015: Bert Neumann
- 2017: Gero Troike
- 2019: Katrin Brack
- 2021: Olaf Altmann
- 2023: Ulrich Rasche
- 2025: Vegard Vinge und Ida Müller (designiert)

## Preisträger (Förderpreis)
- 2003: Annette Murschetz
- 2005: Bettina Kraus
- 2007: Moritz Nitsche
- 2009: Yashi Tabassomi
- 2011: Christof Hetzer
- 2013: Dorothee Curio
- 2015: Andy Seno Aji
- 2017: Jil Bertermann
- 2019: Manuel Gerst
- 2021: Sabrina Rox
- 2023: Stella Lennert
- 2025: Hanna Rode